# Lista över stadsdelar i Björneborg
Det här är en Lista över stadsdelar i Björneborg, Finland. Det finns 89 stadsdelar i Björneborg Stadsdelarnas namn visas på svenska enligt de förteckningar som finns över orter med svenska namn i Finland.)
| - Barkholmen (fi. Parkkiluoto) - Barnöre (fi. Parnoori) - Björnholmen (fi. Karhuluoto) - Bodskär (fi. Aittaluoto) - Borgmästarholmen (fi. Pormestarinluoto) - Bärnäs (fi. Päärnäinen) - Degelbäck (fi. Mikkola) - Enäjärvi - Finby (fi. Finpyy) - Fästranden (fi. Karjaranta) - Fäviken (fi. Sampola) - Gamla Koivisto (fi. Vanhakoivisto) - Glasbruket (fi. Klasipruuki) - Gåsholmen (fi. Hanhiluoto) - Hakalanvainio - Harmaalinna - Herrainpäivät - Herreviken - Hjulböle (fi. Hyvelä) - Hjulböleviken (fi. Hyvelänviiki) - Honkaluoto - Hästholmen (fi. Hevosluoto) | - Impolahörnet (fi. Impola) - Inderö (fi. Kyläsaari) - Kalaholmen (fi. Kalaholma) - Kanan - Kaanaankorpi - Karhunpää - Koivisto gård (fi. Koivisto) - Kirrisanden (fi. Kirrinsanta) - Klockarsand (fi. Lukkarinsanta) - Kråkfoten (fi. Koivistonluoto) - Koivula - Kotometsä - Kungshagen, Björneborg (fi. Kuninkaanhaka) - Käppärä - Lehtola (fi. Lehtola) - Liikastenmäki - Liinaharja - Lillkatava (fi. Vähäkatava) - Lillraumo (fi. Väharauma) - Lotsörebacken (fi. Luotsinmäki) - Länsimetsä | - Mellanriorna (fi. Riihiketo) - Malmen (fi. Malminpää) - Metallbyn (fi. Metallinkylä) - Metsämaa - Mjösund (fi. Rieskala) - Murtonens krök (fi. Murtosenmutka) - Mossa (fi. Musa) - Mäntylä - Nykoivisto (fi. Uusikoivisto) - Nyängen (fi. Leppäkorpi) - Palstakallio - Paradisbacken (fi. Paratiisinmäki) - Pihlava eller Svinhamn (fi. Pihlava) - Pämäs (fi. Pietniemi) - Rosnäs (fi. Ruosniemi) - Rådmansholmen (fi. Raatimiehenluoto) - Räfsö (fi. Reposaari) - Skrivarholmen (fi. Kirjurinluoto) - Skogsängen (fi. Väinölä) - Slottet (fi. Linna) - Slottskär (fi. Lotskeri) - Sonnässtranden (fi. Sunniemenranta) - Sticku (fi. Tikkula) - Stor-Katava (fi. Isokatava) - Storbacken (fi. Isomäki) - Storsand (fi. Isosanta) - Styltö (fi. Tyltty) - Svinhamn (fi. Pihlava) | - Tallholmen (fi. Mäntyluoto) - Tegelbacken (fi. Tiilimäki) - Tegelbruket (fi. Tiiliruukki) - Tegelbruksåkrarna (fi. Tiilinummi) - Toejoki - Torsnäs (fi. Tuorsniemi) - Tupala - Tuulikylä - Tälje (fi. Teljä) - Udden (fi. Uusiniitty) - Ulasöre (fi. Ulasoori) - Uniluoto - Vetenskär (fi. Tahkoluoto) - Villastranden (fi. Huvilaranta) - Viknäs (fi. Viikinäinen) - Västra ändan (fi. Lahdenmaa) - Ytterö (fi. Yyteri) - Älvstranden (fi.Isojoenranta) - Östertull (fi. Itätulli) |